# روبرت فورتون
روبرت فورتون (1812-1880) (بالإنجليزية: Robert Fortune)‏ هو عالم نبات اسكتلندي.

## روابط خارجية
- روبرت فورتون على موقع الموسوعة البريطانية (الإنجليزية)